# 奥多摩町

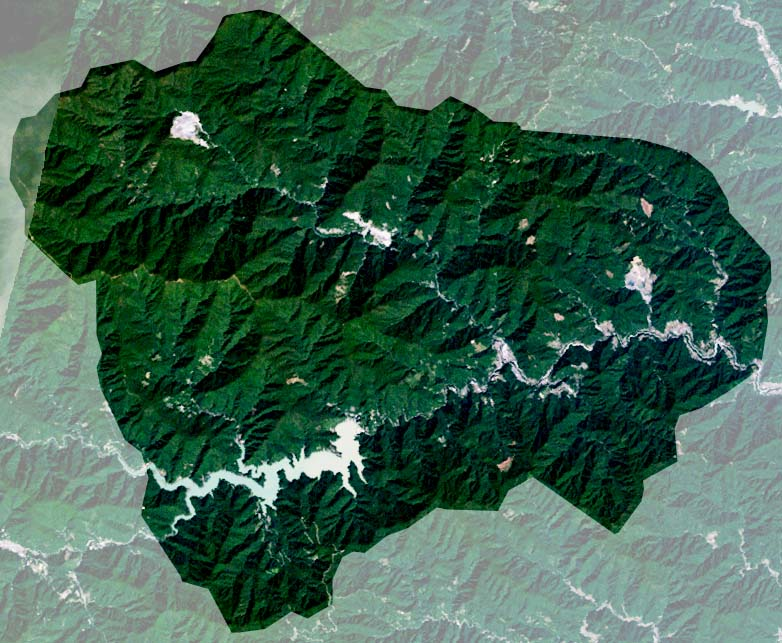
町域（ランドサット衛星写真）

奥多摩町（おくたままち）は、東京都の多摩地域北西部に位置し、西多摩郡に属する町。多摩地域に3つある町のひとつ。面積は東京都の市区町村の中で最も広い。青梅市への通勤率は16.4%（平成22年国勢調査）。

## 地理
多摩川を堰き止めた小河内ダムによって造られた人造湖・奥多摩湖（小河内貯水池）を擁し、その下流域に集落が広がる。東京都に属する自治体では最大の面積を有する市町村である。町の行政面積は225.53km2で、東京都全体のおよそ10分の1の面積に相当する。また、町域の94%が山林で、町全体が秩父多摩甲斐国立公園内にある。町は森林セラピー基地に認定されている。
年間平均気温は約12℃。内陸に位置しており標高も高く、中央高地式気候である。同じ東京都内でも都心とは大きく気候が異なる。特に冬の寒さは厳しく、1月の平均気温は1.5℃となっている。冬の最低気温は東京都心とは10℃以上の開きがあることもあり、時には-5℃以下まで冷え込むこともある。冬は多くの日で冬日となり、仙台市や酒田市などの東北地方沿岸部よりも冷え込みは厳しい。都内では降雪量・積雪量が最も多い自治体で、町の平野部でも50cm程度の積雪がある。場所によっては1m以上の積雪もあり、大雪によって孤立集落がでることもある。平成26年の大雪では多くの孤立集落が発生し、警視庁・自衛隊の協力で復旧した。また路面凍結が起こりやすく、真冬日も珍しくない。標高が高いため夏は都心と比べると涼しく、8月でも最高気温が30℃を下回る日が多い。
- 山：雲取山、天祖山、酉谷山、天目山、七ツ石山、鷹ノ巣山、六ツ石山、三頭山、御前山、大岳山、川苔山、本仁田山、棒ノ折山
- 河川：多摩川、日原川
- 湖沼：奥多摩湖（小河内貯水池）、白丸湖（白丸調整池）

| 小河内（1991年 - 2020年）の気候                | 小河内（1991年 - 2020年）の気候 | 小河内（1991年 - 2020年）の気候 | 小河内（1991年 - 2020年）の気候 | 小河内（1991年 - 2020年）の気候 | 小河内（1991年 - 2020年）の気候 | 小河内（1991年 - 2020年）の気候 | 小河内（1991年 - 2020年）の気候 | 小河内（1991年 - 2020年）の気候 | 小河内（1991年 - 2020年）の気候 | 小河内（1991年 - 2020年）の気候 | 小河内（1991年 - 2020年）の気候 | 小河内（1991年 - 2020年）の気候 | 小河内（1991年 - 2020年）の気候 |
| 月                                             | 1月                             | 2月                             | 3月                             | 4月                             | 5月                             | 6月                             | 7月                             | 8月                             | 9月                             | 10月                            | 11月                            | 12月                            | 年                              |
| ---------------------------------------------- | ------------------------------- | ------------------------------- | ------------------------------- | ------------------------------- | ------------------------------- | ------------------------------- | ------------------------------- | ------------------------------- | ------------------------------- | ------------------------------- | ------------------------------- | ------------------------------- | ------------------------------- |
| 最高気温記録 °C （°F）                         | 17.8 (64)                       | 20.9 (69.6)                     | 25.4 (77.7)                     | 30.6 (87.1)                     | 33.0 (91.4)                     | 35.3 (95.5)                     | 36.3 (97.3)                     | 36.4 (97.5)                     | 35.0 (95)                       | 30.2 (86.4)                     | 24.0 (75.2)                     | 22.8 (73)                       | 36.4 (97.5)                     |
| 平均最高気温 °C （°F）                         | 6.8 (44.2)                      | 7.6 (45.7)                      | 10.9 (51.6)                     | 16.5 (61.7)                     | 21.1 (70)                       | 23.4 (74.1)                     | 27.4 (81.3)                     | 28.5 (83.3)                     | 24.3 (75.7)                     | 18.8 (65.8)                     | 14.0 (57.2)                     | 9.3 (48.7)                      | 17.4 (63.3)                     |
| 日平均気温 °C （°F）                           | 1.5 (34.7)                      | 2.2 (36)                        | 5.5 (41.9)                      | 10.8 (51.4)                     | 15.6 (60.1)                     | 18.9 (66)                       | 22.6 (72.7)                     | 23.5 (74.3)                     | 19.8 (67.6)                     | 14.3 (57.7)                     | 8.8 (47.8)                      | 3.9 (39)                        | 12.3 (54.1)                     |
| 平均最低気温 °C （°F）                         | −2.4 (27.7)                     | −1.9 (28.6)                     | 1.0 (33.8)                      | 5.8 (42.4)                      | 10.9 (51.6)                     | 15.3 (59.5)                     | 19.3 (66.7)                     | 20.1 (68.2)                     | 16.6 (61.9)                     | 10.9 (51.6)                     | 5.0 (41)                        | 0.1 (32.2)                      | 8.4 (47.1)                      |
| 最低気温記録 °C （°F）                         | −9.3 (15.3)                     | −11.6 (11.1)                    | −8.1 (17.4)                     | −3.8 (25.2)                     | 0.7 (33.3)                      | 7.5 (45.5)                      | 12.4 (54.3)                     | 13.2 (55.8)                     | 6.2 (43.2)                      | 1.0 (33.8)                      | −2.1 (28.2)                     | −6.9 (19.6)                     | −11.6 (11.1)                    |
| 降水量 mm （inch）                             | 49.5 (1.949)                    | 45.9 (1.807)                    | 88.5 (3.484)                    | 106.3 (4.185)                   | 118.7 (4.673)                   | 163.2 (6.425)                   | 205.6 (8.094)                   | 217.4 (8.559)                   | 270.2 (10.638)                  | 215.4 (8.48)                    | 68.9 (2.713)                    | 43.7 (1.72)                     | 1,608 (63.307)                  |
| 平均降水日数 （≥1.0 mm）                       | 4.8                             | 5.3                             | 9.7                             | 9.5                             | 10.5                            | 13.4                            | 14.7                            | 12.8                            | 12.5                            | 10.7                            | 6.9                             | 4.5                             | 115.4                           |
| 平均月間日照時間                               | 206.5                           | 187.7                           | 173.0                           | 178.4                           | 172.2                           | 104.2                           | 124.8                           | 144.6                           | 104.5                           | 128.7                           | 164.5                           | 186.5                           | 1,874.6                         |
| 出典1：気象庁                                  |                                 |                                 |                                 |                                 |                                 |                                 |                                 |                                 |                                 |                                 |                                 |                                 |                                 |
| 出典2：観測史上1〜10位の値（年間を通じての値） |                                 |                                 |                                 |                                 |                                 |                                 |                                 |                                 |                                 |                                 |                                 |                                 |                                 |

### 隣接している自治体
- 東京都
  - 青梅市
  - あきる野市
  - 西多摩郡檜原村
- 山梨県
  - 上野原市
  - 北都留郡小菅村
  - 北都留郡丹波山村
- 埼玉県
  - 秩父市
  - 飯能市

- あきる野市とは約300メートル接しているが、山岳地帯にあるため、道路では接していない。なお、この境目は御岳山と大岳山を結ぶ尾根道で、境界線上にある峠は芥場峠と呼ばれ、御岳山と大岳山のハイキングコースの要所である。

- 上野原市とは三頭山頂付近で接するのみである。

- 秩父市、飯能市と直接結ぶ車道は無い。登山道のみ通じている。

## 歴史
- 1889年（明治22年）
  - 4月1日：町村制施行により、氷川村、古里村、小河内村が発足。
- 1936年（昭和11年） 
  - 小河内村で小河内ダム建設着工。
- 1938年（昭和13年）
  - 11月12日：小河内ダム起工式。
- 1940年（昭和15年）
  - 2月11日：氷川村が町制施行し氷川町となる。
- 1943年（昭和18年）
  - 7月1日：都制施行（東京府と東京市は廃止。東京都になる。）
  - 10月5日：第二次世界大戦激化により小河内ダム建設工事を中断。
- 1944年（昭和19年）
  - 7月1日：国鉄青梅線が開通。
- 1948年（昭和23年）
  - 9月10日：東京都水道局、小河内ダム建設工事を再開。
- 1950年（昭和25年）
  - 8月：日本共産党東京都委員会が小河内ダム対策委員会を設置。
- 1952年（昭和27年）
  - 1月：日本共産党はダム破壊活動を目的とした山村工作隊を派遣。3月29日以降警視庁に検挙され失敗。
  - 12月16日 - 東京都水道局小河内線運転開始。
- 1955年（昭和30年）
  - 4月1日：氷川町、古里村、小河内村が合併し、奥多摩町が誕生。町名は多摩川の上流、奥多摩渓谷に由来する。
- 1957年（昭和32年）
  - 5月10日：東京都水道局小河内線運転完了。
  - 小河内ダム竣工。旧小河内村域が奥多摩湖の湖底に沈む。
- 1995年（平成7年）
  - 8月6日：防災行政無線のチャイム「オータム」放送開始。

### 行政区域変遷
- 1889年（明治22年）4月1日：町村制施行により、以下の村が発足[2][3]。
  - 氷川村 ← 氷川村・海沢村・境村・日原村
  - 古里村 ← 大丹波村・川井村・梅沢村・丹三郎村・小丹波村・棚沢村・白丸村
  - 小河内村 ← 留浦村・川野村・河内村・原村
- 1893年（明治26年）4月1日：西多摩郡は南多摩郡・北多摩郡とともに東京府へ編入。
- 1940年（昭和15年）2月11日：氷川村は町制施行し氷川町になる。
- 1943年（昭和18年）7月1日：都制施行により、東京府、東京市が合併し東京都が発足。
- 1955年（昭和30年）4月1日：五日市町・増戸村・小宮村・戸倉村とともに合併し、五日市町が発足。
- 1955年（昭和30年）4月1日：氷川町・古里村・小河内村が合併し奥多摩町が発足。

- 変遷表

| 奥多摩町町域の変遷表 | 奥多摩町町域の変遷表 | 奥多摩町町域の変遷表 | 奥多摩町町域の変遷表 | 奥多摩町町域の変遷表 | 奥多摩町町域の変遷表    | 奥多摩町町域の変遷表 | 奥多摩町町域の変遷表 |
| 1868年 以前          | 1868年 以前          | 明治元年 - 明治22年  | 明治22年 4月1日      | 明治22年 - 昭和19年  | 昭和20年 - 昭和64年     | 平成元年 - 現在      | 現在                 |
| -------------------- | -------------------- | -------------------- | -------------------- | -------------------- | ----------------------- | -------------------- | -------------------- |
|                      | 氷川村               | 氷川村               | 氷川村               | 昭和15年2月1日 町制  | 昭和30年4月1日 奥多摩町 | 奥多摩町             | 奥多摩町             |
|                      | 海沢村               |                      | 氷川村               | 昭和15年2月1日 町制  | 昭和30年4月1日 奥多摩町 | 奥多摩町             | 奥多摩町             |
|                      | 境村                 |                      | 氷川村               | 昭和15年2月1日 町制  | 昭和30年4月1日 奥多摩町 | 奥多摩町             | 奥多摩町             |
|                      | 日原村               |                      | 氷川村               | 昭和15年2月1日 町制  | 昭和30年4月1日 奥多摩町 | 奥多摩町             | 奥多摩町             |
|                      | 大丹波村             | 大丹波村             | 古里村               | 古里村               | 昭和30年4月1日 奥多摩町 | 奥多摩町             | 奥多摩町             |
|                      | 川井村               |                      | 古里村               | 古里村               | 昭和30年4月1日 奥多摩町 | 奥多摩町             | 奥多摩町             |
|                      | 竜寿寺村             | 明治8年 梅沢村       | 古里村               | 古里村               | 昭和30年4月1日 奥多摩町 | 奥多摩町             | 奥多摩町             |
|                      | 丹三郎村             |                      | 古里村               | 古里村               | 昭和30年4月1日 奥多摩町 | 奥多摩町             | 奥多摩町             |
|                      | 小丹波村             |                      | 古里村               | 古里村               | 昭和30年4月1日 奥多摩町 | 奥多摩町             | 奥多摩町             |
|                      | 棚沢村               |                      | 古里村               | 古里村               | 昭和30年4月1日 奥多摩町 | 奥多摩町             | 奥多摩町             |
|                      | 白丸村               |                      | 古里村               | 古里村               | 昭和30年4月1日 奥多摩町 | 奥多摩町             | 奥多摩町             |
|                      | 留浦村               | 留浦村               | 小河内村             | 小河内村             | 昭和30年4月1日 奥多摩町 | 奥多摩町             | 奥多摩町             |
|                      | 川野村               |                      | 小河内村             | 小河内村             | 昭和30年4月1日 奥多摩町 | 奥多摩町             | 奥多摩町             |
|                      | 河内村               |                      | 小河内村             | 小河内村             | 昭和30年4月1日 奥多摩町 | 奥多摩町             | 奥多摩町             |
|                      | 原村                 |                      | 小河内村             | 小河内村             | 昭和30年4月1日 奥多摩町 | 奥多摩町             | 奥多摩町             |

## 大字
旧氷川町
- 海沢
- 境
- 日原
- 氷川

旧古里村
- 梅沢
- 大丹波
- 川井
- 小丹波
- 白丸
- 棚沢
- 丹三郎

旧小河内村
- 川野
- 河内
- 留浦
- 原

## 人口
人口は島嶼部を除いた東京都の自治体の中で、隣接する檜原村に次いで2番目に少ない。なお、島嶼部を含めた場合でも大島町、八丈町よりも少ない。65歳以上が人口比の50%以上を占める限界自治体の一つ。
| |                                          |  |
| 奥多摩町と全国の年齢別人口分布（2005年） | 奥多摩町の年齢・男女別人口分布（2005年） |  |
| ■紫色 ― 奥多摩町 ■緑色 ― 日本全国 | ■青色 ― 男性 ■赤色 ― 女性                |  |
| 奥多摩町（に相当する地域）の人口の推移 \| 1970年（昭和45年） \| 11,733人 \| \| \| 1975年（昭和50年） \| 10,559人 \| \| \| 1980年（昭和55年） \| 9,808人 \| \| \| 1985年（昭和60年） \| 9,273人 \| \| \| 1990年（平成2年） \| 8,752人 \| \| \| 1995年（平成7年） \| 8,257人 \| \| \| 2000年（平成12年） \| 7,575人 \| \| \| 2005年（平成17年） \| 6,741人 \| \| \| 2010年（平成22年） \| 6,045人 \| \| \| 2015年（平成27年） \| 5,234人 \| \| \| 2020年（令和2年） \| 4,750人 \| \| |                                          |  |
| 総務省統計局 国勢調査より |                                          |  |
| 1970年（昭和45年） | 11,733人                                 |  |
| 1975年（昭和50年） | 10,559人                                 |  |
| 1980年（昭和55年） | 9,808人                                  |  |
| 1985年（昭和60年） | 9,273人                                  |  |
| 1990年（平成2年） | 8,752人                                  |  |
| 1995年（平成7年） | 8,257人                                  |  |
| 2000年（平成12年） | 7,575人                                  |  |
| 2005年（平成17年） | 6,741人                                  |  |
| 2010年（平成22年） | 6,045人                                  |  |
| 2015年（平成27年） | 5,234人                                  |  |
| 2020年（令和2年） | 4,750人                                  |  |

## 行政

### 歴代氷川町村長
- 清水荘五郎 1889年5月～1890年2月
- 木村文吉 1890年3月～1894年2月
- 木村源兵衛 1894年3月～1897年2月
- 田草川博 1897年3月～1904年4月
- 清水竹次郎 1904年4月～1908年3月
- 石田大助 1908年4月～1910年2月
- 武内俊一郎 1910年4月～1914年3月
- 木村信三 1914年4月～1919年2月
- 小峰儀左衛門 1919年4月～1921年2月
- 清水竹次郎 1921年4月～1923年12月
- 木村信三 1923年12月～1927年12月
- 奥平周作 1927年12月～1931年12月
- 原島謙益 1931年12月～1945年12月
- 木村源兵衛 1946年2月～1955年3月31日

### 歴代町長
- 木村源兵衛　1955年4月1日～1957年4月5日
- 原島謙益　1957年5月1日～1964年2月3日
- 川辺七郎　1964年3月15日～1972年3月14日
- 佐久間藤一　1972年3月15日～1980年3月14日
- 川辺文夫　1980年3月15日～1984年3月14日
- 佐久間藤一 1984年3月15日～1992年3月14日
- 古屋泰司　1992年3月15日～1992年4月7日
- 大舘誉　1992年5月24日～2004年5月23日
- 河村文夫　2004年5月24日～2020年5月23日

### 町長
- 師岡伸公（もろおかのぶまさ、2020年5月24日就任、2期目）

### 町役場
- 市町村職員数：129人（2008年4月1日）
- 当初予算規模：59.40億円（一般会計）（2013年度）

離島を除く東京都では、檜原村と共に過疎地域に指定されている。若年者向けの定住住宅の建設による人口減の防止、高齢者への医療福祉対策が行政の課題となっている。

## 議会

### 奥多摩町議会
- 定数：12人
- 任期：2021年12月1日 - 2023年11月30日[4]
- 議　長：高橋邦男（2021年11月29日就任）
- 副議長：小峰陽一（2021年11月29日就任）

| 会派名             | 議席数 | 議員名                                                    |
| ------------------ | ------ | --------------------------------------------------------- |
| 清新会             | ４     | 原島幸次(3期)、小峰陽一(2期)、澤本幹男(2期)、木村 圭(2期) |
| 山なみ会           | ２     | 高橋邦男(3期)、小山辰美(1期)                              |
| 公明党             | 1      | 宮野 亨(3期)                                              |
| 都民ファーストの会 | 1      | 石田芳英(3期)                                             |
| 日本共産党         | 1      | 大澤由香里(2期)                                           |
| ガジュマルの会     | 1      | 相田恵美子(1期)                                           |
| 宇宙会             | １     | 森田紀子(1期)                                             |
| どんぐり           | １     | 伊藤英人(1期)                                             |

### 東京都議会
2021年東京都議会議員選挙
- 選挙区：西多摩選挙区（福生市、羽村市、あきる野市、瑞穂町、日の出町、檜原村、奥多摩町）
- 定数：2人
- 任期：2021年7月23日 - 2025年7月22日
- 投票日：2021年7月4日
- 当日有権者数：205,078人
- 投票率：35.79％

| 候補者名 | 当落 | 年齢 | 党派名             | 新旧別 | 得票数   |
| -------- | ---- | ---- | ------------------ | ------ | -------- |
| 清水康子 | 当   | 54   | 都民ファーストの会 | 現     | 27,748票 |
| 田村利光 | 当   | 54   | 自由民主党         | 現     | 26,507票 |
| 宮崎太朗 | 落   | 41   | 立憲民主党         | 新     | 15,077票 |
| 高沢一成 | 落   | 47   | 無所属             | 新     | 2,126票  |
| 角田統領 | 落   | 72   | 諸派               | 新     | 555票    |

2017年東京都議会議員選挙
- 選挙区：西多摩選挙区
- 定数：2人
- 投票日：2017年7月2日
- 当日有権者数：209,019人
- 投票率：47.21％

| 候補者名 | 当落 | 年齢 | 党派名             | 新旧別 | 得票数   |
| -------- | ---- | ---- | ------------------ | ------ | -------- |
| 清水康子 | 当   | 50   | 都民ファーストの会 | 新     | 33,526票 |
| 田村利光 | 当   | 50   | 自由民主党         | 新     | 27,771票 |
| 島田幸成 | 落   | 49   | 無所属             | 現     | 23,468票 |
| 西村雅人 | 落   | 50   | 日本共産党         | 新     | 12,469票 |

### 衆議院
- 選挙区：東京25区 （青梅市、昭島市、福生市、あきる野市、羽村市、瑞穂町、日の出町、檜原村、奥多摩町）
- 任期：2021年10月31日 - 2025年10月30日
- 投票日：2021年10月31日
- 当日有権者数：413,266人
- 投票率：54.90％

| 当落 | 候補者名 | 年齢 | 所属党派   | 新旧別 | 得票数    | 重複 |
| ---- | -------- | ---- | ---------- | ------ | --------- | ---- |
| 当   | 井上信治 | 52   | 自由民主党 | 前     | 131,430票 | ○    |
|      | 島田幸成 | 53   | 立憲民主党 | 新     | 89,991票  | ○    |

## 警察・消防

### 警察
- 警視庁青梅警察署（本署は青梅市）
  - 奥多摩交番（氷川）
  - 栃久保駐在所（氷川）
  - 海沢駐在所（海沢）
  - 日原駐在所（日原）
  - 川野駐在所（留浦）
  - 境駐在所（境）
  - 川井駐在所（川井）
  - 古里駐在所（小丹波）
  - 鳩の巣駐在所（棚澤）
  - 原駐在所（原）
  - 小河内駐在所（原）

### 消防
- 東京消防庁奥多摩消防署（氷川）

## 経済

### 産業
- 主な産業は石灰岩鉱山（奥多摩工業）。
- ワサビ・シイタケ・ウド・タラノメなどの山菜およびその加工品や、渓流に棲むヤマメが特産物である。
- 2014年より、クラフトビールメーカーのVERTEREが当地で醸造を開始。その後、町有地にジェイアール東日本都市開発と共同で2024年に新工場を増築している[5]。

## 姉妹都市・提携都市

### 海外
- 淳安県（中華人民共和国 浙江省）

## 地域
人口は4,567人、世帯数は2,497世帯（2024年7月1日、推計）

### 健康
- 奥多摩町国民健康保険奥多摩病院（氷川1111）
  - 付属日原診療所（日原768-3）
  - 付属峰谷診療所（川野529-1）
- 奥多摩町保健福祉センター（氷川1111）

### 教育
- 奥多摩町立氷川小学校 - 1994年、日原小学校を統合。2004年、小河内小学校を統合。
- 奥多摩町立古里小学校
- 奥多摩町立奥多摩中学校 - 2015年、氷川中学校と 奥多摩町立古里中学校を統合して新設。

### 保育所（保育園）
- 私立保育所（保育園）
  - 氷川保育園（氷川1416）
  - 古里保育園（小丹波528）

## 交通

### 鉄道路線
東日本旅客鉄道（JR東日本）
 青梅線
- - 川井駅 - 古里駅 - 鳩ノ巣駅 - 白丸駅 - 奥多摩駅

- 中心となる駅  奥多摩駅

### バス
西東京バスが、奥多摩駅から奥多摩湖・丹波山村・小菅村・鍾乳洞・清東橋方面へ運行している。路線の詳細は西東京バス氷川支所を参照。

### タクシー
奥多摩駅前にタクシー乗り場がある。
長らく京王自動車が大型車2台を配備していたが、採算性悪化により2012年3月31日に町内の氷川営業所を廃止し、同社は町内より撤退した。その後、リーガルマインドが昼間のみ駅前に1台配車しているが、夜間は台数に余裕がないため、町内のタクシーがゼロとなる。このため同社は関東運輸局に増車を申請したが需要が見込めないとして却下され、国に対して本処分の取り消しを求める訴訟を起こしたが一審で棄却されている。
2016年の時点では、30分前に配車の手配を行えば、タクシーが来る状況となっている。

### 道路
- 一般国道
  - 国道139号
  - 国道411号（青梅街道）
- 主要地方道
  - 東京都道45号奥多摩青梅線（吉野街道）
- 一般都道
  - 東京都道184号奥多摩あきる野線
  - 東京都道202号上成木川井線
  - 東京都道204号日原鍾乳洞線（日原街道）
  - 東京都道205号水根本宿線
  - 東京都道206号川野上川乗線（奥多摩周遊道路）

現在、国道411号のバイパスの役割を持たせた多摩川南岸道路構想が推進され、一部で供用されている。この道路が完成すると、狭くカーブも多い国道411号現道を通らず、吉野街道から奥多摩町市街地を経由せず奥多摩湖や小菅村、丹波山村方面に向かうことができるようになる。

## 名所・旧跡・観光スポット・祭事・催事
- 町域すべてが秩父多摩甲斐国立公園の指定地域に含まれている。
- 小河内ダム畔の笠松展望園から見るダム湖は、台湾の有名な景勝地である日月潭に似ている。そのため、日本人有志により1970年代半ばに台湾人戦没者の慰霊碑・慰霊塔が建てられた[9]。東京から時間がかかるため、なかなか来る人も少なかったが、2010年以降日本人有志によって慰霊祭が再開されている（2023年確認）。
- 毎年6月第1日曜日には、氷川渓谷で奥多摩カップカヌー大会が開かれる（2007年から 奥多摩ふれあいカヌーフェスティバル に名称変更）。

- 毎年8月には、奥多摩納涼花火大会が開かれる。
- 8月15日、16日、境の獅子舞（東京都無形民俗文化財）[10]
- 毎年9月15日、小河内の鹿島踊（重要無形民俗文化財）
- 日原の獅子舞（毎年9月第1日曜日）[11]
- 奥多摩ビジターセンター
- 鳩ノ巣渓谷
- 日原鍾乳洞
- 大増鍾乳洞
- 川苔山
- 百尋の滝
- 奥多摩湖
- 三峰山
- 町のほぼ最西端に位置する雲取山は、標高2,017mで東京都の最高地点である。なお、厳密な最西端は雲取山と雲取山荘の間の尾根道にある。
- 七ツ石山
- 鷹ノ巣山
- 六ツ石山
- 三ツドッケ
- 三頭山 - 町の最南端
- 奥多摩周遊道路 - 旧奥多摩有料道路
- 御前山
- 大岳山
- 御岳山
- 奥秩父山塊
- 鶴の湯温泉
- 奥多摩温泉 もえぎの湯
- 奥多摩水と緑のふれあい館
- 東京都立奥多摩湖畔公園 山のふるさと村
- 奥多摩町民ギャラリー - あさひ銀行東青梅支店奥多摩出張所跡地に開設。
- 倉沢のヒノキ
- 水根駅（休止駅） - 奥多摩工業水根貨物線（旧・東京都水道局小河内線）の遺構。

## 出身人物
- 原島宏治：元参議院議員
- 黒須隆一：元八王子市長
- 松嶋市平：元大相撲力士
- 修羅王政勝：元大相撲力士

## ゆかりのある人物
- 中川大輔：将棋棋士。在住。
- 山野井泰史：クライマー。在住。